# 스파이럴 (2014년 영화)
《스파이럴》(러시아어: Спираль)은 2014년 공개된 러시아의 액션 영화이다.

## 출연

### 주연
- 콘스탄틴 크류코프
- 아나톨리 루덴코

### 조연
- 블라디미르 스테르자코브
- 클라리사 바스카야
- 라밀랴 이스칸데르
- 벤야민 스메코프
- 알렉산드르 야츠코
- 니키타 비소츠키
- 콘스탄틴 글루쉬코프

## 기타
- 사운드슈퍼바이저: 안드레이 쿠드야코프
- 시각효과: 알렉산더 볼로스